# In-Möglichkeit-Seiendes
Das In-Möglichkeit-Seiende ist eine sozialphilosophische Kategorie Ernst Blochs. Sie bezeichnet das Substrat der Materie, welche durch ihre Unabgegoltenheit einen (dialektischen) Prozess ermöglicht.
Der von Aristoteles übernommene Begriff In-Möglichkeit-Seiendes (dynámei ón) ist in Abgrenzung zum Nach-Möglichkeit-Seiendem, zum nach Maßgabe des Möglichen (katà tò dynatón) zu betrachten.

## Materie alsProzessmaterie
Nach Bloch spalteten sich die Interpreten der aristotelischen Materie-Konzeption in eine politische aristotelische Linke und eine aristotelische Rechte. Die aristotelische Linke (repräsentiert durch die aristotelische arabische/persische Philosophie im Mittelalter und durch Giordano Bruno) hob den Primat der Materie vor der Form – insbesondere die Selbstschöpfung der Materie – hervor. Die aristotelische Rechte (vor allem vertreten durch die christliche Theologie im Mittelalter) betonte stets den Vorrang von Form und Geist gegenüber der Materie, die lediglich passiv sei. Bloch sieht ebenfalls den Marxismus und sich selbst in der Tradition der aristotelischen Linken.
Bloch bezieht sich auf Aristoteles, wenn er sagt, dass die Natur, die Materie so beschaffen sei, dass die Möglichkeit (dynamis) der Wirklichkeit (energeia) vorausgehe. Bloch definiert die Materie als Möglichkeit:
„Die Materie ist so zu definieren: Sie ist nach dem implizierten Sinn der Aristotelischen Materie-Definition sowohl das Nach-Möglichkeit-Seiende (kata to dynaton), also das, was das jeweils Geschichtlich-Erscheinen-Könnende bedingungsmäßig historisch-materialistisch bestimmt, wie das In-Möglichkeit-Seiende (dynamei on), also das Korrelat des objektiv-real-Möglichen oder rein seinshaft: das Möglichkeits-Substrat des dialektischen Prozesses.“
Nach Bloch ist Materie stets Prozessmaterie, die „nach Vorwärts“ dränge und ein „Noch-Nicht“ in sich trage. Neben dem Nach-Möglichkeit-Seienden existiert also noch ein In-Möglichkeit-Seiendes in der Materie, welches bereits vorscheint und welches zur Verwirklichung konkreter Utopien beiträgt.

## Möglichkeit als Kategorie
Bloch arbeitet in der Grundlegung im Prinzip Hoffnung vier Schichten der Kategorie Möglichkeit heraus:
1. das formal Mögliche – das, was nicht der Logik widerspricht (formal zulässig),
2. das sachlich-objektiv Mögliche – das, was nach Maßgabe der Erkenntnistheorie möglich ist (objektiv vermutbar),
3. das sachhaft-objektgemäß Mögliche – das, was gegenstandstheoretisch möglich ist (objektgemäß offen),
4. das objektiv-real Mögliche – das, was in der Materie Latenz und Tendenz hat (der Prozessmaterie entsprechend).

Das „sachhaft-objektgemäß Mögliche“ (3) kann erst durch das Ineinandergreifen von aktiver Potenz (Vermögen) und passiver Potentialität (Ermöglichung) wirklich werden, die Definition der Materie in ihren partiellen Bedingtheiten findet hier statt als Nach-Möglichkeit-Seiendes. Dem entspricht die Gesellschaftsanalyse, die die Möglichkeiten berechnet und die Bloch als das „kalte Rot des Marxismus“ oder als Kältestrom bezeichnet.
Das „objektiv-real Mögliche“ (4) jedoch lässt sich nicht allein durch die kalte Analyse erschließen, denn es beruht auf dem Substrat der Prozessmaterie selbst, also auf deren uns noch nicht bewussten Latenzen als auch Tendenzen zur Verwirklichung einer besseren Welt. Dieser Prozessmaterie, definiert als das In-Möglichkeit-Seiende hat ihr Korrelat im utopischen Bewusstsein, dem „warmen Rot“, welches Bloch auch als Wärmestrom bezeichnet. Erst das Zusammenwirken von Kälte- und Wärmestrom ermöglicht ein Fortbilden der Gesellschaft.
In seinem Spätwerk Experimentum Mundi rechnet Bloch die Kategorien der Möglichkeit zu den Transmissionskategorien.